# Megophrys robusta
Megophrys robusta es una especie de anfibios de la familia Megophryidae.

## Distribución geográfica
Esta especie es endémica del este de Nepal y del noreste de la India; se encuentra entre los 1100 y 2000 m s. n. m., en las provincias de Bengala Occidental, Assam, Meghalaya, Nagaland y Arunachal Pradesh. Su presencia es incierta en el sur de China.